# 杨万里
楊萬里（1127年10月29日—1206年6月15日），字廷秀，號誠齋，吉州吉水縣人，南宋政治人物，官至寶謨閣學士。一生力主抗金，諡文節。與尤袤、范成大、陸游合稱南宋“中興四大詩人”。與歐陽修、楊邦乂、胡銓、周必大、文天祥合稱廬陵「五忠一節」。

## 生平
南宋建炎元年（1127年）九月二十二日，生於吉州吉水縣。
紹興二十四年（1154年）進士及第。曾任太常博士、廣東提點刑獄、尚書左司郎中兼太子侍讀、秘書監等職務，官至寶謨閣學士。主張抗擊金人，收復失地，以正直敢言，一生奉行“正心誠意”，嗜茶如命。後因權臣韓侂冑專權辭官居家，隱居十五年不出，史彌忠任吉州知州時，特來拜訪楊萬里，見其居家老舊，嘆稱“蓋知謀國而不知營家”。
開禧二年（1206年）五月八日，憂憤而死。臨終前寫下“吾頭顱如許，報國無路，惟有孤憤”的遺言。葬于吉水，墓葬于1987年入选江西省文物保护单位。

## 家庭
與妻子羅氏，育有四子三女。子楊長孺，原名壽仁，字伯子，號東山，官至福建安撫使兼福州知州。

## 詩學
其詩起初模仿江西诗派，後盡焚少時千餘首作品，而另辟蹊徑。他在《荊溪集自序》自述：“余之诗，始学江西诸君子，既又学后山（陈师道）五字律，既又学半山老人（王安石）七字绝句，晚乃学绝句于唐人。……戊戌作诗，忽若有悟，于是辞谢唐人及王、陈、江西诸君子皆不敢学，而后欣如也。”終自成一家，即嚴羽《滄浪詩話》所謂“誠齋體”。
誠齋體的特色是富於幽默詼諧、活潑自然，一反“江西詩派”的生硬槎椏。此对当时诗坛风气之转变，颇起作用。钱锺书《宋诗选注》说“在当时，杨万里却是诗歌转变的主要枢纽，创辟了一种新鲜泼辣的写法，衬得陆和范的风格都保守或者稳健。”因此严羽只举出“杨诚斋体”，没说起“陆放翁体”或“范石湖体”。但錢亦認為“杨万里在理论上并没有跳出黄庭坚所谓‘无字无来处’的圈套……而他用的俗语都有出典，是白话中比较‘古雅’的部分。”

## 作品
先生曾詠詩二萬餘首，現存詩四千二百首，詩文全集一百三十三卷，名《誠齋集》（包括十種詩集及各體文章）。並有《楊文節公詩集》四十二卷。另著有《誠齋詩話》一卷。賦，以《浯溪賦》、《海賦》為有名。詞今存僅15首。又精於《易》學，有《誠齋易傳》二十卷，以史證《易》，為經學家非議。

## 傳記
《宋史 卷四百三十三 列傳第一百九十二》  